# Кубок Норвегії з футболу
Ку́бок Норве́гії з футбо́лу — другий за значимістю після чемпіонату футбольний турнір у Норвегії, у якому визначається володар національного кубка. Проходить за системою плей-оф. Заснований у 1902 році. Через спонсорський контракт офіційно кубок називається NM SAS Braathens Cup, за назвою норвезької авіакомпанії.

## Переможці
| Клуб                                          | Перемоги | Фінали | Переможні роки                                                         |
| --------------------------------------------- | -------- | ------ | ---------------------------------------------------------------------- |
| Одд Гренланд                                  | 12       | 9      | 1903, 1904, 1905, 1906, 1913, 1915, 1919, 1922, 1924, 1926, 1931, 2000 |
| Русенборг                                     | 12       | 6      | 1960, 1964, 1971, 1988, 1990, 1992, 1995, 1999, 2003, 2015, 2016, 2018 |
| Фредрікстад                                   | 12       | 7      | 1932, 1935, 1936, 1938, 1940, 1950, 1957, 1961, 1966, 1984, 2006, 2024 |
| Люн                                           | 8        | 6      | 1908, 1909, 1910, 1911, 1945, 1946, 1967, 1968                         |
| Скейд                                         | 8        | 3      | 1947, 1954, 1955, 1956, 1958, 1963, 1965, 1974                         |
| Бранн                                         | 7        | 9      | 1923, 1925, 1972, 1976, 1982, 2004, 2023 (в)                           |
| Сарпсборг                                     | 6        | 7      | 1917, 1929, 1939, 1948, 1949, 1951                                     |
| Ліллестрем                                    | 6        | 8      | 1977, 1978, 1981, 1985, 2007, 2017                                     |
| Вікінг                                        | 6        | 5      | 1953, 1959, 1979, 1989, 2001, 2019                                     |
| Молде                                         | 6        | 4      | 1994, 2005, 2013, 2014, 2022, 2023 (о)                                 |
| Стремсгодсет                                  | 5        | 3      | 1969, 1970, 1973, 1991, 2010                                           |
| Орн-Хортен                                    | 4        | 4      | 1920, 1927, 1928, 1930                                                 |
| Волеренга                                     | 4        | 2      | 1980, 1997, 2002, 2008                                                 |
| Мйондален                                     | 3        | 5      | 1933, 1934, 1937                                                       |
| Фрігг                                         | 3        | 3      | 1914, 1916, 1921                                                       |
| Буде-Глімт                                    | 2        | 5      | 1975, 1993                                                             |
| Меркантіль                                    | 2        | 1      | 1907, 1912                                                             |
| Тромсе                                        | 2        | 1      | 1986, 1996                                                             |
| Олесунн                                       | 2        | -      | 2009, 2011                                                             |
| Квік Халден (до 1928 називався «Фредрікшалд») | 1        | 2      | 1918                                                                   |
| Брюне                                         | 1        | 1      | 1987                                                                   |
| Йовік-Лін                                     | 1        | 1      | 1962                                                                   |
| Нордстанд                                     | 1        | 1      | 1902                                                                   |
| Мосс                                          | 1        | 1      | 1983                                                                   |
| Стабек                                        | 1        | 1      | 1998                                                                   |
| Годд                                          | 1        | -      | 2012                                                                   |
| Сарпсборг 08                                  | 1        | 1      | 1952                                                                   |